# Semiothisa rotundata
Semiothisa rotundata är en fjärilsart som beskrevs av William Schaus. Semiothisa rotundata ingår i släktet Semiothisa och familjen mätare. Inga underarter finns listade i Catalogue of Life.